# 안은진 (1997년)
안은진(安恩眞, 1997년 8월 31일 ~ )은 대한민국의 래퍼로 다이아의 멤버로 활동하다가 건강상의 이유로 2018년 5월 7일에 탈퇴했다.

## 학력
- 보성남초등학교 (졸업)
- 목포영화중학교 (졸업)
- 서울공연예술고등학교 방송연예과 (졸업)

## 출연 작품

### 텔레비전 프로그램
- 《힛 더 스테이지》 (2016) - 참가자
- 《힙합의 민족 2》 (2016) - 참가자

### 텔레비전 드라마
- 혼술남녀 (2016)-무용과 여학생 역 (15회)